# Alfredo Peri-Morosini
Alfredo Giuseppe Carlo Peri-Morosini (Lugano, 12 marzo 1862 – Solcio di Lesa, 27 luglio 1931) è stato un vescovo cattolico svizzero.
Fu amministratore apostolico del Ticino dal 1904 al 1916.

## Biografia
Figlio dell'avvocato Giacomo Peri e della contessa Carola Morosini, compì i suoi studi a Roma, presso il Seminario Romano, tra il 1879 e il 1885, dove conseguì la laurea in teologia e filosofia.
Venne ordinato sacerdote il 15 agosto 1885 a Lugano da Eugenio Lachat, arcivescovo titolare di Damiata e amministratore apostolico del Ticino, divenendo subito dopo professore di Filosofia presso il Seminario Maggiore di Lugano.
Tornò quindi a Roma e conseguì la licenza in utroque iure presso l'Accademia dei Nobili Ecclesiastici nel 1888.
In quello stesso anno ottenne il diritto di portare anche il cognome materno e poté fregiarsi del titolo di conte e intraprendere, tra il 1888 e il 1904 la carriera nella diplomazia pontificia:
fu segretario della nunziatura apostolica in Francia, su richiesta personale del nunzio apostolico Domenico Ferrata, e successivamente uditore della nunziatura apostolica in Baviera.
Membro della Commissione Straordinaria della Santa Sede per le feste giubilari del re Alberto di Sassonia, uditore della nunziatura apostolica a Bruxelles, sotto i nunzi Rinaldini e Granito Pignatelli di Belmonte, membro della Commissione straordinaria inviata in Gran Bretagna per l'incoronazione di re Edoardo VII, uditore del nunzio Rinaldini nella nunziatura apostolica di Spagna.
Rientrato a Roma, nel 1902, venne nominato membro della Sacra Congregazione degli Affari Ecclesiastici Straordinari.
Il 28 marzo 1904 fu eletto da Pio X vescovo titolare di Arca di Fenicia ed amministratore apostolico del Ticino.
Venne consacrato vescovo a Roma il 17 aprile dello stesso anno, nella basilica della Santissima Trinità ai Monti, dal cardinale Rafael Merry del Val, segretario di Stato della Santa Sede, coadiuvato da Giuseppe Maria Costantini, arcivescovo titolare di Patrasso, e Francesco Sogaro, arcivescovo titolare di Amida e presidente della Pontificia Accademica dei Nobili Ecclesiastici.
Prese possesso della diocesi il 24 aprile 1904.
Tentando di proporsi come pacificatore delle tensioni tra liberali radicali e conservatori, provocò lo scontento di una parte del clero e del partito conservatore, con cui entrò in conflitto.
Fu destinatario dell'epistola Quid Nobis di papa Pio X.
Le accuse contro la sua moralità, rivoltegli da alcuni esponenti della curia e appoggiate da uomini politici conservatori, fra cui Giuseppe Motta, furono all'origine della cosiddetta crisi diocesana (1915-16).
Nonostante fosse stato assolto, il 29 dicembre del 1916 rassegnò le dimissioni dall'ufficio di Amministratore Apostolico e tornò a Roma dove venne nominato Consultore della Sacra Congregazione per gli Affari Ecclesiastici Straordinari.
Morì a Solcio di Lesa, nei pressi del Lago Maggiore, il 27 luglio 1931 e fu sepolto inizialmente nel cimitero comunale di Lugano, successivamente, nel 1948, presso la tomba dei canonici, nello stesso cimitero, ed infine, nel 1971, nella cripta del santuario del Sacro Cuore in Lugano.

## Genealogia episcopale
La genealogia episcopale è:
- Cardinale Scipione Rebiba
- Cardinale Giulio Antonio Santori
- Cardinale Girolamo Bernerio, O.P.
- Arcivescovo Galeazzo Sanvitale
- Cardinale Ludovico Ludovisi
- Cardinale Luigi Caetani
- Cardinale Ulderico Carpegna
- Cardinale Paluzzo Paluzzi Altieri degli Albertoni
- Papa Benedetto XIII
- Papa Benedetto XIV
- Papa Clemente XIII
- Cardinale Bernardino Giraud
- Cardinale Alessandro Mattei
- Cardinale Pietro Francesco Galleffi
- Cardinale Giacomo Filippo Fransoni
- Cardinale Carlo Sacconi
- Cardinale Edward Henry Howard
- Cardinale Mariano Rampolla del Tindaro
- Cardinale Rafael Merry del Val
- Vescovo Alfredo Peri-Morosini